# セーチェーニ温泉駅
座標: 北緯47度31分03秒 東経19度04分52秒 / 北緯47.51750度 東経19.08111度
セーチェーニ温泉駅（-おんせんえき、洪:Széchenyi fürdő）とはハンガリー共和国ブダペスト県ブダペスト市14区に位置するブダペスト地下鉄1号線の駅である。1896年から1973年までは地上駅であった。

## 駅構造
- 相対式ホーム2面2線を有す地下駅。

## 駅周辺
- セーチェーニ温泉
- ヴァーロシュリゲット（市民公園）

## 歴史
- 1896年5月2日 - 開業。

## 隣の駅
ブダペスト地下鉄
■1号線
英雄広場駅 - セーチェーニ温泉駅 - メキシコ通駅
- 1896年から1973年迄は英雄広場駅との間にアラトケルト駅が存在していた。